# Bigger Than Us (chanson de Michael Rice)
Pour les articles homonymes, voir Bigger Than Us.
Chanson représentant le Royaume-Uni au Concours Eurovision de la chanson
Storm
(2018) My Last Breath
(2020)
Singles de Michael Rice
Bruised
(2018)
Bigger Than Us est une chanson du chanteur anglais Michael Rice. Elle représente le Royaume-Uni au Concours Eurovision de la chanson 2019, à Tel Aviv en Israël, lors de la finale du samedi 18 mai 2019.

## À l'Eurovision
Bigger Than Us représente le Royaume-Uni au Concours Eurovision de la chanson 2019, après que son interprète Michael Rice a été sélectionné au moyen de l'émission de sélection Eurovision: You Decide. Il l'interprètera en direct lors de la finale du samedi 18 mai 2019, en seizième position parmi vingt-six chansons.

L'auteur de cette chanson, John Lundvik, représente la Suède lors de la même édition, avec sa chanson Too Late for Love. C'est la première fois de l'histoire du Concours Eurovision de la chanson qu'un candidat participe à la fois en tant qu'auteur d'une chanson et interprète d'une autre. Lundvik était d'ailleurs censé participer au Melodifestivalen (sélection nationale suédoise pour l'Eurovision) avec cette chanson, mais a finalement décidé de l'envoyer à la sélection britannique.